# Gnophomyia viridipennis
Gnophomyia viridipennis är en tvåvingeart som först beskrevs av Gimmerthal 1847.  Gnophomyia viridipennis ingår i släktet Gnophomyia och familjen småharkrankar. Enligt den finländska rödlistan är arten sårbar i Finland. Arten har ej påträffats i Sverige. Artens livsmiljö är friska och lundartade naturmoar. Inga underarter finns listade i Catalogue of Life.